# 東石福靈宮
23°28′15″N 120°10′20″E / 23.470932°N 120.172117°E
東石福靈宮，是位於臺灣嘉義縣東石鄉三家村的廟宇，旁祀一門火炮。

## 歷史
一說康熙二十三年（1684年），大坵田先民將輪流在家供拜的觀音佛祖於大坵田北堡建一小廟奉祀，至乾隆四十九年（1784年）再修建成佛祖廟，到同治十年（1871年）廟遷建於中堡並改名「福靈宮」。另一說據相良吉哉所編撰的《臺南州祠廟名鑑》，神像是由當地人蔡勅的祖父從赤山巖觀音廟分香而來，先供奉於自宅，直到同治十年，蔡勅、蔡派、蔡仁等庄民協議建廟。
據傳同治三年（1864年），古名三塊厝的三家村與東鄰的村庄經常為擴張村落土地而發生械鬥，鰲鼓人就送一支火砲給三塊厝庄作支援。另一說糾紛起因是當今雲林縣四湖鄉蔡厝庄民，因庄民被海埔庄人擄走，遂求鰲鼓庄蔡姓宗親協助，鰲鼓庄又轉向請託三塊厝庄蔡姓宗親，終於強力將被擄之人救出，因而三塊厝庄與海埔庄結怨，相鬥達數年之久。
當三塊厝庄人正要砲擊海埔庄時，廟方乩童告知為了不要讓對方有人傷亡，砲身需離土七吋才發射，砲彈便打到敵庄的榕樹旁，無人傷亡。震驚的敵庄民決定派人講和，結束這場械鬥，三塊厝庄人感此炮功鉅。到台灣日治時期，日本政府因應戰事需要，強行徵收民間物資，村民怕火砲會被充公，便埋在田裡。
1907年，蔡思高、呂城、高使、蕭溜等庄民以日幣約七百圓重修被颱風損毀的此廟。1984年，村長高江滿與該村出身的蕭天讚等地方人士商議在新地點建廟，舊地點造蓮花池，1988年新廟落成安座。
1984年重建時民眾再將砲挖出運到福靈宮，封為觀音佛祖右將，以「鐵嘴將軍」稱呼。

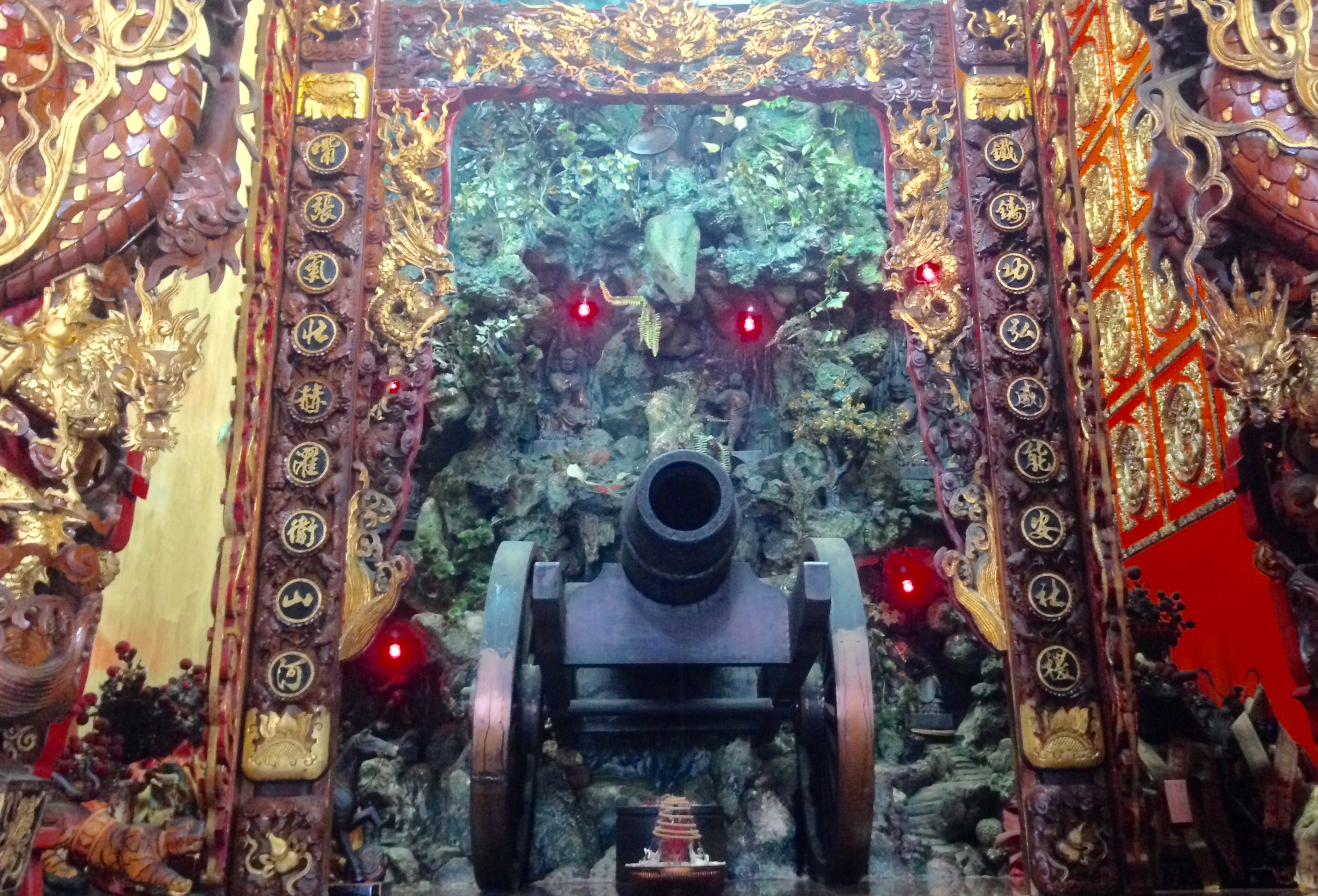
尊稱為「鐵嘴將軍」的火砲，材質為銅。

2013年，七旬的福靈宮總幹事高江滿告知《聯合報》記者說，1984年重建時神明指示要迎回砲身，年過八旬的藏砲人員卻因曾發毒誓，堅持不對他透露，後來找到時村民以鑼鼓舞獅迎回宮內。

## 祭祀
當地村民表示現今職場就像戰場，不少人都會來向此火砲祈求協助職場問題，還有新竹包商多次送大金牌。該砲的故事也成為當地題材，如當地木雕師高基培創作一尊一手執刀、一手高舉火砲的老將軍木雕，以及台灣兒童暨家庭扶助基金會以此為題材之一繪在三家村的牆壁。
此外，在新北市蘆洲區九芎街九芎公廟供奉一門也被稱為「鐵嘴將軍」的火砲，與一棵被喚作「九芎公」的九芎樹共同接受民眾膜拜，傳說是與鄭成功有關。

## 外部連結
- 東石福靈宮的Facebook專頁